# 一淘网
一淘网是阿里巴巴集团旗下的一个购物搜索网站，于2010年10月推出，主营为网络购物搜索引擎，为阿里巴巴集团全资所有。2011年6月，一淘从淘宝析出，成为独立发展业务的品牌。
一淘官方称其搜索引擎已收录超过5000家电商商家。而数据调查显示，2011年11月，一淘网的流量超越竞争对手网易有道购物搜索，成为中国最大的购物搜索引擎。不过一淘的模式及其发展也备受争议，京东商城等淘宝的竞争对手指责一淘比价结果并不公正，结果排序会倾向于将用户指引至淘宝网与淘宝商城，因此拒绝一淘搜索对自己商品内容及评价等信息的抓取。